# Juan Carlos Tapia
Juan Carlos Tapia Tapia (* 8. August 1977) ist ein ehemaliger chilenischer Fußballspieler auf der Position eines Abwehrspielers.

## Karriere
Juan Carlos Tapia kommt aus der Jugend vom Unión Española und schaffte 1996 den Sprung zu den Profis. Von 1998 und 1999 sind keine Informationen vorhanden, ob er professionell Fußball spielte. Ab 2000 spielte der Verteidiger für Deportes La Serena, wo er zwei Jahre blieb und dann zu Unión San Felipe wechselte.
Ab 2003 verbrachte Tapia seine Karriere in Indonesien. Bei Persik Kediri, wo er mit seinen Landsleuten Alejandro Bernal und Claudio Villan spielte, gelang ihm mit dem Team die Meisterschaft 2003. Bei der AFC Champions League 2004 gelang ihm ein Treffer gegen den späteren Finalisten Seongnam FC aus Südkorea.

## Erfolge
Persik Kediri
- Indonesischer Meister: 2003